# Aloda
Aloda (in greco Αλόδα?, in turco Atlılar), anche Aloa, è un piccolo villaggio di Cipro. Esso è situato de iure nel distretto di Famagosta e de facto nel distretto di Gazimağusa, a 5 km a ovest di Agios Sergios. È de facto sotto il controllo di Cipro del Nord. Il villaggio era abitato da turco-ciprioti prima del 1974.

## Geografia fisica
Aloda è situata a 15 km a nord-est dell'antica città di Salamina, oggi sito archeologico, e a un chilometro e mezzo a ovest del villaggio di Santalaris/Sandallar. Il villaggio è situato nella bassa pianura della Messaria.

## Origini del nome
Goodwin suggerisce che il villaggio abbia preso il nome dalla pianta dell'aloe, da cui si ricava una sostanza appiccicosa. Nel 1959 i turco-ciprioti cambiarono il nome in Atlılar, che significa "cavalieri". Nel 1981, Aloa/Atlılar è stata unita ai villaggi vicini di Santalaris/Sandallar e Maratha/Muratağa in un'unica entità amministrativa, in seguito nota come Şehitler, che significa "Martiri".

## Società

### Evoluzione demografica
Nel censimento ottomano del 1831, i musulmani (turco-ciprioti) costituivano gli unici abitanti del villaggio. Anche se durante il periodo britannico il villaggio fu abitato principalmente da turco-ciprioti, alcune famiglie greco-cipriote vissero nel villaggio per brevi periodi (ad esempio, nel 1921 o nel 1931). Durante i primi decenni del periodo britannico, la popolazione del villaggio aumentò leggermente, passando da 64 abitanti nel 1891 a 70 nel 1921. Nel 1931, tuttavia, la popolazione è scesa a 57 abitanti. Sebbene ci sia stata una temporanea ripresa della crescita demografica nel 1946, con un aumento a 78 abitanti, il numero è sceso nuovamente nel 1960 a 42.
Nessun abitante originario del villaggio è stato sfollato durante i disordini degli anni '60 o durante la guerra del 1974. Tuttavia, nel luglio 1974, tutti i maschi in età da combattimento del villaggio furono portati nei campi di prigionia di Famagosta, da dove furono poi trasferiti a Limassol e internati per diversi mesi. In loro assenza, il 14 agosto, tutte le donne, i bambini e gli anziani del villaggio (37 abitanti in tutto) furono uccisi dagli estremisti greco-ciprioti dell'EOKA-B durante il massacro di Maratha, Santalaris e Aloda nel 1974 e solo tre riuscirono a fuggire. Gli internati a Limassol furono scambiati con prigionieri di guerra greco-ciprioti nell'ottobre 1974 e trasferiti a nord.
Attualmente il villaggio è abitato principalmente dai sopravvissuti all'evento citato.